# Scadoxus
Scadoxus – rodzaj roślin z rodziny amarylkowatych. Obejmuje 9 gatunków. Rośliny te występują w Afryce Środkowej oraz na Półwyspie Arabskim (w Jemenie). Uprawiane są jako ozdobne zwłaszcza dwa gatunki – S. multiflorus i S. puniceus.

## Morfologia
PokrójByliny z dużymi cebulami liściowymi, rosnącymi tuż przy powierzchni ziemi.
LiścieWyrastają odziomkowo w kępach.
KwiatyEfektowne, zebrane w kuliste baldachy składające się nawet z 200 kwiatów.

## Systematyka
Pozycja systematyczna
Rodzaj z podplemienia Haemantheae, plemienia Amaryllideae, podrodziny amarylkowych Amaryllidoideae z rodziny amarylkowatych Amaryllidaceae. W przeszłości w różnych systemach klasyfikowany był w szeroko ujmowanej rodzinie liliowatych. Należące do tego rodzaju gatunki włączane były dawniej do rodzaju krasnokwiat Haemanthus.
Wykaz gatunków
- Scadoxus cinnabarinus (Decne.) Friis & Nordal
- Scadoxus cyrtanthiflorus (C.H.Wright) Friis & Nordal
- Scadoxus longifolius (De Wild. & T.Durand) Friis & Nordal
- Scadoxus membranaceus (Baker) Friis & Nordal
- Scadoxus multiflorus (Martyn) Raf.
- Scadoxus nutans (Friis & I.Bj¢rnstad) Friis & Nordal
- Scadoxus pole-evansii (Oberm.) Friis & Nordal
- Scadoxus pseudocaulus (I.Bj¢rnstad & Friis) Friis & Nordal
- Scadoxus puniceus (L.) Friis & Nordal